# كأس الدوري الممتاز الآسيوي
كأس الدوري الممتاز الآسيوي (سابقا كأس الاتحاد الإنجليزي الآسيوي لكرة القدم   ) هي بطولة كرة قدم ودية تقام كل عامين في آسيا قبل بداية الموسم الكروي. تم افتتاح المسابقة التي تستمر لمدة يومين في عام 2003 وهي «المسابقة الوحيدة التابعة للدوري الإنجليزي الممتاز» التي تُستضاف خارج إنجلترا.   تقام البطولة كل صيف آخر منذ ذلك الحين لتجنب التعارض مع كأس العالم وبطولة أمم أوروبا.  لأغراض الرعاية، تمت الإشارة إليها باسم كأس باركليز آسيا من عام 2007 حتى عام 2015 ،  وبعد ذلك أوقف الدوري الممتاز رعاية اللقب. 
تُقام المسابقة بثلاثة أندية أعضاء في الدوري الإنجليزي الممتاز بالإضافة إلى فريق محلي من البلد المضيف. يستخدم نظام خروج المغلوب حيث يتقدم الفائزون في المباريات الأولى إلى المباراة النهائية، بينما تشارك الفرق الخاسرة في مباراة فاصلة في المركز الثالث ‏ .   تم تعديل تنسيق البطولة جزئيًا لنسخة 2017 ‏ ، مع عدم مشاركة أي فريق محلي بعد انسحاب نادي شانغهاي إس آي بي جي .  وافق نادي الدوري الممتاز الرابع - كريستال بالاس - على استبدال مكانه بعد تجنب الهبوط ولعب إلى جانب ليفربول وليستر سيتي ووست بروميتش ألبيون .  هذه هي المرة الأولى التي تضم فيها البطولة فرقًا من الدوري الإنجليزي الممتاز فقط.  
فاز تشيلسي بالبطولة الافتتاحية في عام 2003 ، وأنهى منتصراً مرة أخرى في عام 2011. فازت ست أندية أخرى ببطولة الدوري الممتاز الآسيوي وهم: بولتون واندررز في عام 2005 ، وبورتسموث في عام 2007 ، وتوتنهام هوتسبر في عام 2009 ، ومانشستر سيتي في عام 2013 ، وأرسنال في عام 2015 ، وليفربول في عام 2017. يعد كل من تشيلسي وتوتنهام ومان سيتي وليفربول وإيفرتون ونادي جنوب الصين أكثر المشاركين انتظامًا، حيث شارك كل منهم في البطولة في مناسبتين. المنتخب التايلاندي تحت 23 سنة هو الفريق الآسيوي المحلي الوحيد الذي تأهل للنهائي. استضافت هونغ كونغ البطولة أربع مرات، أكثر من أي مدينة أخرى.
أعلن الدوري الإنجليزي الممتاز أن الفرق الإنجليزية الأربعة المشاركة في مسابقة 2019 ستكون مانشستر سيتي ونيوكاسل يونايتد وست هام يونايتد ولفرهامبتون واندررز 

## البطولات
| فريق (X)      | اسم الفريق وعدد المرات التي أنهوا فيها المنصب في تلك المرحلة (إذا كان أكثر من واحد) |
| double-dagger | يشير إلى الفريق المحلي من البلد المضيف                                              |

| الإصدار | عام  | الفائز         | المركز الثاني            | الثالث          | رابع                                          | مكان | المرجع (ق)    |
| ------- | ---- | -------------- | ------------------------ | --------------- | --------------------------------------------- | --- | ------------- |
| 1       | 2003 | تشيلسي         | نيوكاسل المتحدة          | برمنغهام سيتي   | ماليزيا وصلة=                                 | استاد بوكيت جليل الوطني ( كوالا لامبور ، ماليزيا )                                                             | [ 1 ] [ 13 ]  |
| 2       | 2005 | بولتون واندررز | تايلاند تحت 23 سنة وصلة= | مانشستر سيتي    | ايفرتون                                       | ملعب راجامانغالا ( بانكوك ، تايلاند )                                                                          | [ 14 ]        |
| 3       | 2007 | بورتسموث       | ليفربول                  | فولهام          | جنوب الصين وصلة=                              | ملعب هونج كونج </br> ( هونج كونج )                                                                             | [ 15 ] [ 16 ] |
| 4       | 2009 | توتنهام هوتسبر | هال سيتي                 | ويستهام يونايتد | بكين غوان وصلة=                               | استاد العمال </br> ( بكين ، الصين )                                                                            | [ 17 ] [ 18 ] |
| 5       | 2011 | تشيلسي (2)     | استون فيلا               | بلاكبيرن روفرز  | كيتشي وصلة=                                   | ملعب هونج كونج </br> ( هونج كونج )                                                                             | [ 19 ]        |
| 6       | 2013 | مانشستر سيتي   | سندرلاند                 | توتنهام هوتسبر  | جنوب الصين وصلة= (2)                          | ملعب هونج كونج </br> ( هونج كونج )                                                                             | [ 20 ] [ 21 ] |
| 7       | 2015 | ارسنال         | ايفرتون                  | ستوك سيتي       | فريق سنغافورة المحترف (سنغافورة إكس آي) وصلة= | الاستاد الوطني ( سنغافورة )                                                                                    | [ 22 ]        |
| 8       | 2017 | ليفربول        | ليستر سيتي               | كريستال بالاس   | وست بروميتش البيون                            | ملعب هونج كونج </br> ( هونج كونج )                                                                             | [ 23 ]        |
| 9       | 2019 |                |                          |                 |                                               | ملعب هونجكو لكرة القدم </br> ( شنغهاي ، الصين ) </br> مركز نانجينغ الأوليمبي الرياضي </br> ( نانجينغ ، الصين ) |               |